# Далматинский язык
Далмати́нский язы́к (также далма́тский язы́к, иногда вельо́тский язы́к; самоназвание: veklisúṅ, vetrún diskaurs) — мёртвый язык, принадлежащий к романской группе индоевропейской семьи, на котором ранее говорило население Далмации — области на побережье Адриатического моря от острова Крк (Велья) на севере до Котора (Каттаро) на юге. Ареал далматинского языка постепенно сужался в силу итальянизации и хорватизации далматинцев. На последних этапах своего существования (XV—XIX века) далматинский язык представлял собой ряд изолированных и поэтому довольно отличных друг от друга диалектов, сохранявшихся в ряде прибрежных населённых пунктов и островов Адриатики и испытывавших влияние венетского и хорватского языков. На острове Крк далматинский сохранялся до 10 июня 1898 года, когда погиб, подорвавшись на мине, последний носитель языка — Туоне Удайна. Известны три диалекта: северный (вельотский), центральный и южный (рагузинский, рагузанский, или старорагузанский).
Далматинский (в его вельотской разновидности) характеризуется фонетическими чередованиями e ~ a (kenúr «ужинать» — káina «ужин»), u ~ o (muratáur «каменщик» — mor «стена») и т. д.; отсутствием склонения существительных; отсутствием в некоторых случаях флексий рода и числа у существительных и прилагательных — viánt «ветер» (мужской род), nuát «ночь» (женский род), foriást «иностранный» (мужской и женский род); препозицией определённого артикля; вариативностью форм личных местоимений, например, ial, el, l- «он»; омонимией глагольных форм. Основа лексического фонда далматинского — слова латинского происхождения, к наиболее распространённым заимствованиям относят итальянизмы, венецианизмы и заимствования из сербохорватского языка или через его посредство. По рагузинской разновидности далматинского имеется крайне мало сведений, их недостаточно для восстановления его лингвистических особенностей.
Впервые далматинский язык упоминается в 1842 году, в письменном виде фиксируется в 1860—1880-е годы. Термин «далматинский язык» введён М. Дж. Бартоли. Сведения о языке представлены записями отдельных слов и выражений потомков носителей вельотского (бо́льшая часть сведений — записи речи последнего носителя Туоне Удайны) и глоссами в латинских, венецианских и хорватских памятниках, рагузинский известен по нескольким письмам и документам XIII—XVI веков. Тексты записаны латинским алфавитом (с использованием при передаче вельотского диалекта диакритических знаков).

## О названии
Термин «далматинский язык» (лат. Dalmatica Lingua), как обозначение языка Иллирии, использован К. Геснером в труде по сравнительному языкознанию «Митридат. О различии языков, как древних, так и современных, тех, что есть на всей земле среди разных народов» (лат. Mithridates. De differentiis linguarum tum veterum tum quae hodie apud diversas nationes in toto orbe terrarum in usu sunt) (Цюрих, 1555).
В научный оборот название «далматинский язык» (итал. il dalmatico, нем. Dalmatisch) было введено в 1906 году М. Дж. Бартоли. Иногда название вельотского диалекта (итал. il veglio[t]to, нем. Vegliotisch) распространяют на весь далматинский язык. Последний носитель далматинского языка Т. Удайна называл его veklisún или vetrún diskaurs (от названия города Vikla < лат. vetula (civitas) «старый город», в настоящее время — Крк).

## Вопросы классификации
М. Дж. Бартоли относил далматинский к восточно-романским языкам. Н. Г. Корлэтяну высказал убеждённость, что это язык следует отнести к южнодунайской группе восточно-романских языков.  Б. Э. Видос считал его связующим звеном между восточно-романскими и западно-романскими языками. Ж. Мулячич выделял далматинский язык в отдельную группу в рамках романских языков. Т. А. Репина полагает, что в грамматическом отношении далматинский ближе к западно-романским языкам, чем к восточно-романским, что выражается в использовании определённого артикля в препозиции, отсутствии падежного склонения и использовании в приглагольной позиции инфинитива, а не конъюнктива.

## Лингвогеография

### Ареал
В раннем Средневековье на далматинском говорили в городах Задар (лат. Iader(a)), Трогир (лат. Tragurium), Сплит (лат. Spalatum), Дубровник (лат. Ragusa), Котор (лат. Catarum), Будва (лат. But(h)ua), Бар (лат. Antibarium), Улцинь (лат. Olcinium), Лежа (лат. Lissus), Крк (лат. Curicum), Осор (лат. Absarus), Арбе (Раб) (лат. Arba).

### Социолингвистические сведения
Далматинский язык представлял собой совокупность диалектов, распространённых в Далмации на побережье Адриатического моря и на прилегающих к побережью островах. Данный язык не соотносился с какой-либо чётко очерченной этнической общностью, его носителями были потомки романизированных иллирийских племён, живших среди более многочисленного южнославянского населения. В настоящее время вопрос об этническом самосознании носителей далматинского является недостаточно изученным. Главной сферой употребления далматинского было бытовое устное общение в ситуации чаще всего двуязычия (романо-славянского), реже — многоязычия. Далматинский не имел литературной формы, в качестве литературного письменного языка (вплоть до XVIII века) носители далматинского использовали латинский язык; в качестве языков, обслуживающих торговую сферу, использовались венецианский (венетский) и итальянский литературный языки. Единственный исторически зафиксированный случай употребления далматинского в официальной сфере — использование с 1472 года и по XVI век «древнего рагузанского языка» (лат. lingua veteri ragusea) на заседаниях сената в средневековой Рагузе (Дубровнике), в качестве языка прений и дебатов (в то же время протоколы этих заседаний велись на латинском языке).

### Диалекты
П. Скок и Дж. Бонфанте выделяют три диалекта далматинского: южный (Дубровник, Котор), центральный (Сплит, Трогир, Задар, Раб) и северный (Крк, Осор). М. Дж. Бартоли различал только два варианта далматинского: велийский и рагузанский. Ж. Мулячич считал, что в Средневековье существовало три далматинских языка: ядертинский (Крк, Осор, Раб, Задар, Трогир, Сплит), рагузанский (Дубровник) и лабеатский (Котор, Будва, Бар, Улцинь, Шкодер, Дришт, Лежа).

## Письменность
Собственной письменности далматинский язык никогда не имел, исследователями он записывался при помощи латинского алфавита с добавлением диакритики.

## История

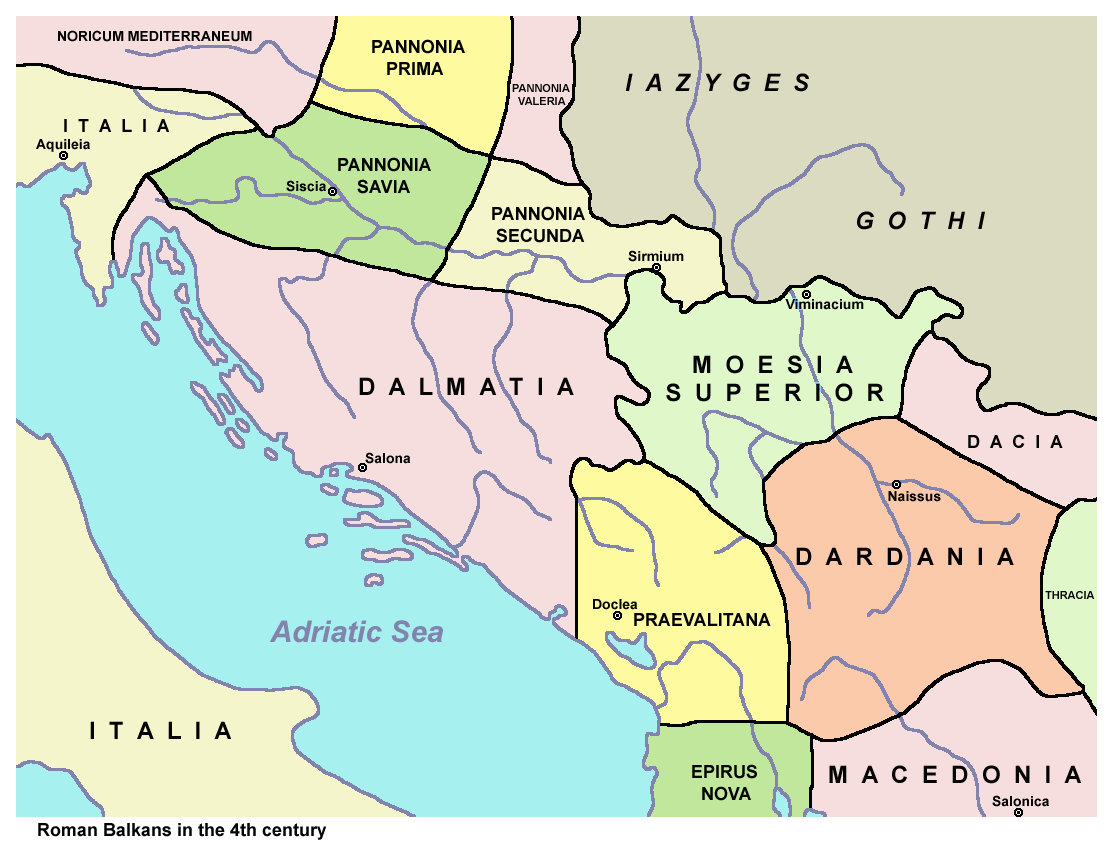
Далмация в IV веке

В I веке до н. э. территория Далмации вошла в состав Римской империи как часть провинции Иллирик. В 9 году до н. э. Иллирик был разделён на две провинции: Паннонию и Далмацию. В 454 году Далмация стала независимой, в 480 году вошла в состав королевства остроготов, в 532 году стала частью Византии. В начале VII века Далмацию заселяют славяне, и романская речь удерживается только в городах или на островах.
По подсчётам итальянского историка Д. де Кастро, к XI веку на далматинском разговаривало около 50 тысяч человек.
Одно из самых ранних письменных свидетельств далматинского языка относится к X веку — текст завещания на латинском языке с незначительными элементами народной речи, т. н. «вульгаризмами», опубликованный И. Луцичем в работе «История Далмации и Хорватии, в частности городов Трогир, Сплит и Шибеник» (итал. Historia di Dalmatia, et in particolare delle citta di Trau, Spalatro e Sebenico) (Венеция, 1674) и введённый в научный оборот М. Дж. Бартоли. Значительное количество собственно далматинских слов изолировано в Инвентарном списке из архива Рагузы (Дубровника) от 1280 года, однако это просто список отдельных слов, таких как mataraço I bono fornit coltreçca I. cactali II forniti para de linçoli III noua et linçol I plumato и др. Два письма из Зары (Задара) от 1325 и от 1397 годов — среди наиболее древних содержательных текстов, исполненных полностью на далматинском.

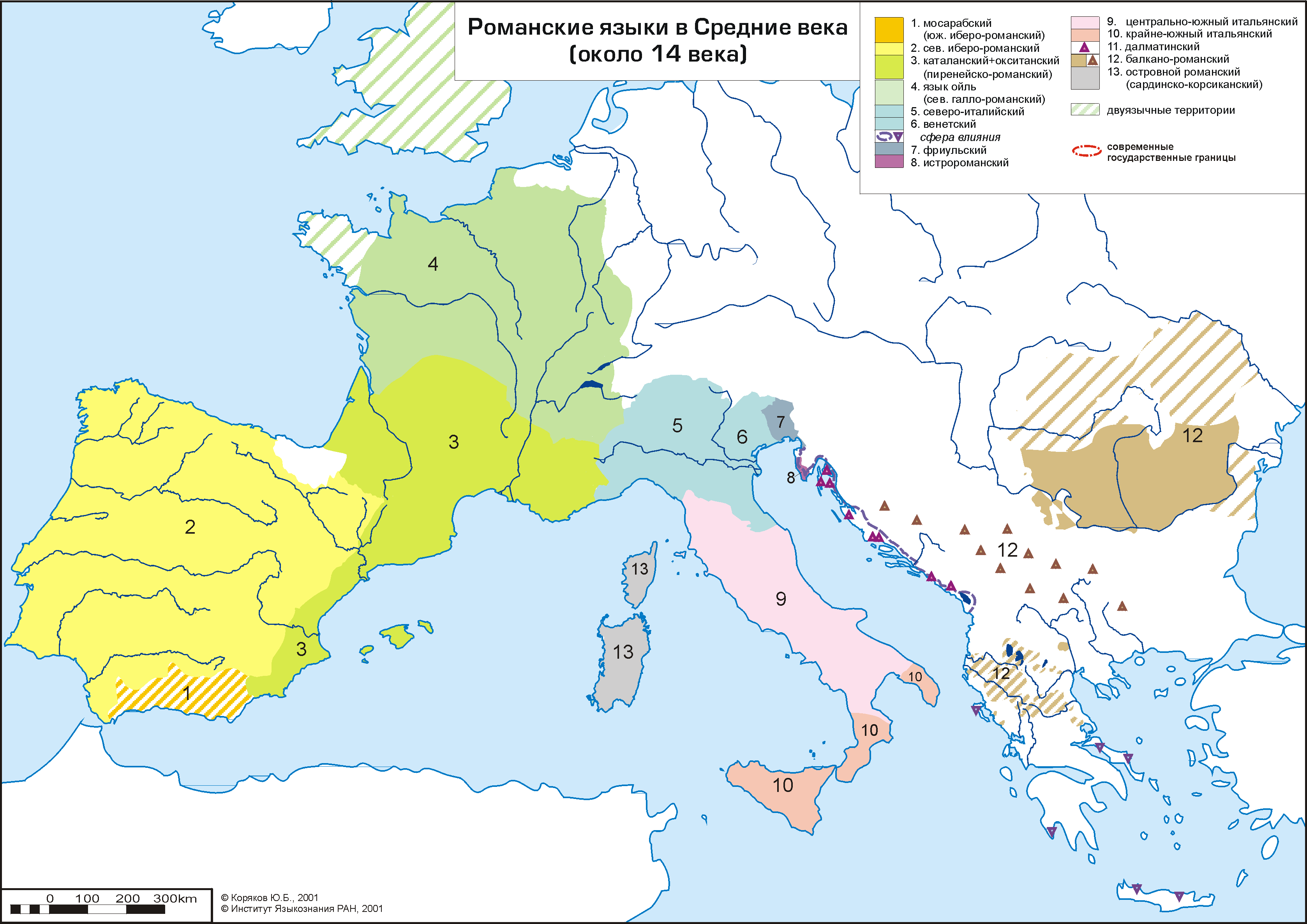
Территория распространения романских языков в Европе около XIV века

В Задаре далматинский вымер очень рано, задолго до эпохи Возрождения. В Дубровнике далматинский язык выходит из употребления на рубеже XV и XVI веков, когда его вытеснили хорватский и итальянский языки.
Далматинский язык дошёл до нас в виде материала, собранного исследователями в XIX веке у носителей языка, а также отдельных слов, сохранившихся в архивах Дубровника, топонимике и заимствованиях в хорватском и венетском языках.
Основной массив сведений о далматинском языке был получен от Туоне Удайны, с которым на далматинском разговаривали только его бабушка и дедушка. Родители общались с ним на венетском языке, но употребляли далматинский в разговорах между собой. В силу этого, а также того, что Удайна не говорил на далматинском с того момента, как ему исполнилось 25 лет (на момент анкетирования ему было 59—70 лет), сведения, полученные от него, не до конца надёжны.
Хорватский лингвист П. Губерина выделял в истории далматинского языка три периода: стародалматинский (X—XII века), среднедалматинский (XIII—XVIII века) и новодалматинский (XIX век), однако предложенная учёным периодизация относится только к северному диалекту.

## Лингвистическая характеристика

### Фонетика и фонология
Далматинский вокализм является довольно инновационным, пережившим большее количество изменений, особенно дифтонгизаций. В то же время консонантизм консервативен, латинские k и g перешли в č и dž только перед i и ie, но не перед e.

#### Гласные
Система гласных далматинского языка:
| Подъём\ряд | Передний | Средний | Задний |
| ---------- | -------- | ------- | ------ |
| Верхний    | i        |         | u      |
| Средний    | e        |         | o      |
| Нижний     |          | a       |        |

Гласный u находился в отношениях свободного варьирования с дифтонгом u͡ọ.
Далматинский вокализм по сравнению с народнолатинским:
| Народная латынь | Далматинский  | Далматинский  |
| Народная латынь | Открытый слог | Закрытый слог |
| --------------- | ------------- | ------------- |
| ī               | aɪ̯            | e             |
| i               | aɪ̯            | a             |
| ē               | aɪ̯            | a             |
| e               | i             | iá            |
| a               | u             | uá            |
| ō               | au            | u             |
| o               | u             | uá            |
| ū               | oɪ̯            | o             |
| u               | aṷ            | u             |

#### Согласные
Система согласных далматинского языка:
| Способ артикуляции ↓     | Губно-губные | Губно-зубные | Зубные | Альв. | Палат. | Заднеяз. |
| Взрывные                 | p b          |              | t d    |       |        | k g      |
| Носовые                  | m            |              | n      |       | ɲ      | [ŋ]      |
| Дрожащие                 |              |              | r      |       |        |          |
| Аффрикаты                |              |              | t͡s d͡z  | ʧ dʒ  |        |          |
| Фрикативные              |              | f v          | s z    |       |        |          |
| Скользящие аппроксиманты | w            |              |        |       | j      |          |
| Боковые                  |              |              | l      |       | ʎ      |          |

Заднеязычный носовой ŋ (в транскрипции — ṅ) является аллофоном n в положении перед заднеязычными согласными или на конце слова.

#### Просодия
Ударение — динамическое, свободное. Чаще всего падало на второй или третий слог от конца.

### Морфология

#### Имя существительное
Существительные характеризовались категориями рода (мужской и женский) и числа (единственное и множественное). Способов образования множественного числа было несколько:
- при помощи окончаний -i (мужской род) и -e (женский род): vaklo «глаз» — vakli «глаза», orakla «ухо» — orakle «уши», flunk «бок» — flúnki «бока», mun «рука» — mune «руки»;
- при помощи чередования конечного согласного (иногда в комбинации с окончанием): amaik — amaič «друзья», trok «мальчик» — troči «мальчики»;
- при помощи внутренней флексии: koun «собака» — kin «собаки».

Кроме того, некоторые существительные не различали форм числа: iain «год», «годы»; nuat «ночь», «ночи».

#### Имя прилагательное
Прилагательные делились на изменяющиеся по роду (buṅ «хороший» — buna «хорошая»; pélo «маленький» — péla «маленькая») и неизменяющиеся (fuárt «сильный», «сильная»; póper «бедный», «бедная»).
Степени сравнения прилагательных образовывались аналитически: сравнительная при помощи наречия ple «больше» (ple pelo «меньший»), а превосходная — сочетанием формы сравнительной степени с оборотом de toč(i) «из всех» (ple pelo de toči «самый маленький»).

#### Числительное
Количественные числительные сохранились хорошо, порядковые значительно хуже:
|      | Количественные               | Порядковые       |
| ---- | ---------------------------- | ---------------- |
| 1    | ioin (м. р.), ioina (ж. р.)  | práimo           |
| 2    | doi (м. р.), doie (ж. р.)    |                  |
| 3    | tra                          | tráto            |
| 4    | quátro, kuátri               |                  |
| 5    | čiṅk, ceṅk                   |                  |
| 6    | sis, si                      |                  |
| 7    | sápto, siapto                | siápto, siáptimo |
| 8    | vápto, uát, guápto           | vátvo            |
| 9    | nu, nuf                      |                  |
| 10   | dik                          | dícto            |
| 11   | dikióṅko, ioṅko              |                  |
| 12   | dikdói, dótko                |                  |
| 13   | diktrá, trétko               |                  |
| 14   | quatuárko, dicquáter         |                  |
| 15   | dikčiṅk, čóṅko               |                  |
| 16   | diksís, sétko                |                  |
| 17   | diksápto, dikisápto          |                  |
| 18   | dikvápto, dikidápto, dikduát |                  |
| 19   | diknú, dikinú                |                  |
| 20   | viánt, venč                  |                  |
| 21   | viánt ioin, venčeioin        |                  |
| 30   | tránta, triánta              |                  |
| 40   | quaránta, kuarúnta           |                  |
| 50   | ciṅkuanta, čiṅkunta          |                  |
| 60   | sessuánta                    |                  |
| 70   | septuánta                    |                  |
| 80   | oktuánta                     |                  |
| 90   | nonuánta                     |                  |
| 100  | ziant, čant                  |                  |
| 1000 | mel, mil                     |                  |

#### Местоимение
Личным местоимениям (iu «я», noi, noiíltri «мы»; toi, tu, te «ты», voi, voiíltri «вы»; iál, el «он», iála, la «она», iáli, i (мужской род), iále, le (женский род) «они») в далматинском языке присущи категории лица, рода (в 3-м лице), числа и падежа.
Отмечается противопоставление (не такое явное, как в других романских языках) ударных и безударных форм личных местоимений: ударные формы 3-го лица единственного числа (iál, iála) — безударные (el, la); ударные формы 3-го лица множественного числа (iáli, iále) — безударные (i, le). Выбор варианта формы местоимения в именительном падеже (например, для формы 3-го лица единственного числа мужского рода — из iál, el, l-, -l) зависел, вероятно, от типа контекста: Lu det ke-l iu fóit a Venéz «Он сказал, что был в Венеции» — форма -l употреблена после гласной.
Различают субъектные формы (именительный падеж), прямообъектные формы (дательный падеж) и косвеннообъектные формы (винительный падеж). Употребление с предлогами отмечено для форм, совпадающих с субъектными: coṅ iu, coṅ main «со мной», de toi, de te «о тебе», per iála «для, из-за неё».
Склонение личных местоимений 1-го и 2-го лиц:
| Падеж        | Единственное число | Единственное число | Множественное число | Множественное число |
| Падеж        | 1-е лицо           | 2-е лицо           | 1-е лицо            | 2-е лицо            |
| ------------ | ------------------ | ------------------ | ------------------- | ------------------- |
| Именительный | iu                 | toi, tu, te        | noi, noiíltri       | voi, voiíltri       |
| Дательный    | me                 | te, ti             | ne                  | ve, vi              |
| Винительный  | me, mi             | te                 | ne                  | ve                  |

Склонение личных местоимений 3-го лица:
| Падеж        | Единственное число | Единственное число | Множественное число | Множественное число |
| Падеж        | Мужской род        | Женский род        | Мужской род         | Женский род         |
| ------------ | ------------------ | ------------------ | ------------------- | ------------------- |
| Именительный | iál, el, l-, -l    | iála, la           | iáli, i, -i         | iále, le            |
| Дательный    | ğe, ie             | ğe, ie             | ğeú                 | ğe                  |
| Винительный  | lo, lu             | la                 | li                  | le                  |

Вопросительные местоимения имели формы, различающиеся по признаку одушевлённости / неодушевлённости: ku «кто» — ko «что».
Исследователи далматинского зафиксировали формы притяжательных местоимений только для 1-го и 3-го лиц:
| Лицо и число             | Форма      | Пример                               |
| ------------------------ | ---------- | ------------------------------------ |
| 1-е лицо ед. числа       | mi         | el mi tu͡ọta «мой отец»               |
| 1-е лицо ед. числа       | me         | fel me! «сын мой!»                   |
| 1-е лицо ед. числа       | máio       | el maio zi «мой дядя»                |
| 1-е лицо ед. числа       | miái (mai) | i miai (mai) fél`i «мои сыновья»     |
| 1-е лицо ед. числа       | máia       | la maia noṅ «моя бабушка»            |
| 1-е лицо ед. числа       | máie       | le maie fél`e «мои дочери»           |
| 1-е лицо мн. числа       | nuéstro    | nel nuestro skuál «на нашем острове» |
| 1-е лицо мн. числа       | nuéstri    | i nuestri vetrúni «наши старики»     |
| 1-е лицо мн. числа       | nuéstra    | la nuestra bu͡ọnda «наша половина»    |
| 3-е лицо ед. и мн. числа | su         | el su favlúr «его (её, их) речь»     |
| 3-е лицо ед. и мн. числа | súi        | i sui frútri «его (её, их) братья»   |
| 3-е лицо ед. и мн. числа | súa (sóa)  | la sua láṅga «его (её, их) язык»     |

Возвратное местоимение могло иметь одну форму для всех трёх лиц (se — Iu se martúa «Я женюсь»), либо могло изменяться по лицам (me в местоименном глаголе vestárme — Iu blái vestárme in ioin kapuát «Я хочу надеть пальто»). М. Дориа полагал, что употребление возвратного местоимения se с формами глаголов 1-го и 2-го лица единственного и множественного числа возникло под влиянием венецианского, а не хорватского языка.

#### Глагол
В зависимости от суффикса инфинитива глаголы делят на четыре группы: в первую входят глаголы на -úr (kantur «петь», lavur «мыть»), во вторую — на -ár (bar «пить», murar «умереть»), в третью — на -ro (dekro «сказать», kredro «верить»), в четвёртую — на -ér (dormer «спать», miater «класть»).
В настоящем времени глаголы изменялись по двум спряжениям (глаголы первой группы по первому, глаголы остальных групп по второму, некоторые глаголы, например, kantur, могли спрягаться по обоим спряжениям):
| Лицо и число       | I       | II       |
| ------------------ | ------- | -------- |
| 1-е лицо ед. числа | kantúa  | kantáia  |
| 2-е лицо ед. числа | kantúa  | kantáia  |
| 3-е лицо ед. числа | kantúa  | kantáia  |
| 1-е лицо мн. числа | kantúme | kantáime |
| 2-е лицо мн. числа | kantúte | kantáite |
| 3-е лицо мн. числа | kantúa  | kantáia  |

Сравнительно полно засвидетельствованы три времени: настоящее, имперфект и перфект. Сохранилось также несколько форм будущего времени, восходящих к латинскому futurum secundum.
Из неличных форм известны инфинитив, причастие прошедшего времени (stur «стоять» > stuat «стоявший», dormer «спать» > dormait «спавший») и герундий (lavorúr «работать» > lavorúnd).

### Синтаксис
Базовым являлся порядок SVO. Определение могло стоять как до определяемого, так и после него.

### Лексика
Сохранилось около 10 000 далматинских слов, из которых большая часть (70—80 %) восходят к латыни. Имеются заимствования из итальянского (alegráia «радость», porkaráia «свинство», spírit «дух») и венетского языков (tiásta «голова» при исконном cup, kal «дорога», andúr «идти» при исконном żar), а также славянизмы (niéna «мать», tuọta «отец», ninápto «жених», ninápta «невеста»).

## История изучения

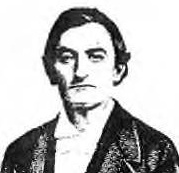
Туоне Удайна — последний носитель далматинского языка

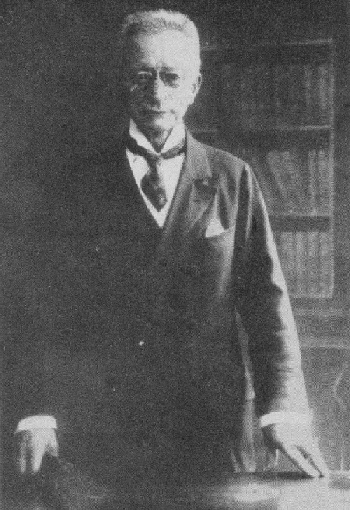
Антонио Иве

В середине XIX века далматинским языком заинтересовался работавший на острове Крк врач Дж.-Б. Кубич, который опубликовал в 1861 и 1874 годах отдельные образцы далматинского языка. Начало изучению языка в 1873 году положил Г. И. Асколи, он же предложил, название «вельотский» (итал. veglioto) для данной романской речи. В 1886 году А. Иве в своей статье «L’antico dialetto di Veglia», материал для которой он получил от Туоне Удайны и ряда других местных жителей, немного помнивших вельотскую речь, опубликовал также материалы, собранные Дж.-Б. Кубичем, П. Петрисом, А. Адельманом и М. Челебрини. В 1906 году была опубликована, выдержавшая впоследствии два переиздания, монография М. Дж. Бартоли «Das Dalmatische: altromanische Sprachreste von Veglia bis Ragusa und ihre Stellung in der Apennino-balkanischen Romània», которая, помимо сведений, предоставленных Удайной в распоряжение учёного, основывается также и на архивных материалах, введённых М. Дж. Бартоли в научный оборот. Этот труд является основным источником наших сведений о далматинском языке.

## Образцы текстов
одна из историй, записанная М. Дж. Бартоли от Туоне Удайны
el mi tu͡ọta e-l sú fero d-akṷárd ke fùrme el matrimóń nojiltri dóɪ̯; e dapú ju jaɪ̯ kaminút — ju mɪ̯àt … vɪ̯ant kál ē plé! a verbeník, per kost afúr del matrimoń, perkè i vetrúni fero kontɪ̯ánti. ma jù se jaɪ stufát, perkò ju jaɪ̯ avùt táɪ̯ma deɪ̯ tróki, de ku͡ọlke pítra ke-i me butúa e ke-i me dramúa, per la ninápta, perkè féro joɪ̯n paìs forɪ̯ást, ke jú noṅ konosúa naṅka joɪ̯n trók ke fero lu͡ọk. e kosáɪ̯k ju jaɪ̯ pɪ̯érs la ninápta per kṷálp de koli tróki, ma ju jaɪ̯ inparút la skòl di sláv, toč!
Мой отец и её (отец) согласились, чтобы мы с ней поженились; и потом я ездил… двадцать раз и больше! в Вербеник по этому делу женитьбы, чтобы старики были довольны. Но я отступился, так как испугался парней, которые кидали в меня камнями, из-за жены, потому что я был из другого села и не знал парней, которые были там. И таким образом я потерял невесту по вине этих парней, но научился славянскому языку, всё!
фрагмент письма из Задара от 1325 года
A ser Pon unuriuol canceler de Ragusa, Todru de Fomat d'Çara saluduui cun oni uostro unur. A mi fo ditu qui lu frar d'maistru Nicola Murar si dimanda rasun nanti la curti de Ragusa contra Franciscu, meu fiol de s. XX de g'r li qual auia dat maistru Nicola a Franciscu p. dur li a-mi...
Господину Пом, уважаемому канцлеру Рагузы, Тодру де Фомат из Зары выражает своё почтение. Мне сказали, что брат магистра Николы Мурар возбуждает дело при дворе Рагузы против Франциска, моего сына, из-за 20 больших сольдов, которые магистр Никола дал Франциску для передачи мне…
второе письмо из Задара от 1397 года
Al nome de Diu amen; 1397 de lulu. Item anchora facuue a sauiri ch'eu 'n uiaiu (che nu iaiu) sichirisi per fortuna in Anchona. Pare me charisimu facuue a sauiri che parun del nauiliu Aligiritu non é pagatu del nolu, perchì non potì chatar di.nari di pagar lu nolu, salu' àno abudi duhati in pireçencia di Polu Dobirovacu. Saldada la raçun in pireçencia di Polu Dobirovacu, resta-i dar duchati X: pireguue daçi tigi. Vostiru fiol Firancisch saluta in Anchona. A Ser Cholane de Fanfona, dada in [?] a Çara.